# Anisodes striginota
Anisodes striginota là một loài bướm đêm trong họ Geometridae.